# English Electric Ayr
El English Electric M.3 Ayr fue un hidroavión británico de patrulla costera de cuatro asientos, diseñado y construido por la English Electric Company. El avión se negó a despegar y el proyecto fue abandonado.

## Desarrollo
En 1921, el diseñador jefe de English Electric, William Oke Manning, comenzó a trabajar en el diseño de un pequeño hidroavión experimental, destinado a cubrir los requisitos de un avión monomotor de cuatro asientos para observación de artillería de la flota. El diseño atrajo la atención del Ministerio del Aire británico y se encargaron dos prototipos según la Especificación 12/21.
El diseño de Manning, el Ayr, era un sesquiplano con alas en flecha (16 grados) y un fuerte diedro (20 grados) en las alas inferiores. Las alas estancas inferiores, montadas en la parte baja del casco, donde quedaban sumergidas cuando estaba en el agua, estaban destinadas a actuar como estabilizadores, eliminando la necesidad de flotadores en las puntas de las alas. Se montó un motor Napier Lion en el ala superior. El casco fue diseñado por Linton Hope, que había diseñado los cascos del Kingston, y tenía capacidad para una tripulación de cuatro personas, el piloto disponía de una cabina en el centro del casco, posiciones para los artilleros en la proa del avión y en una ubicación dorsal, mientras que el observador disponía de una cabina abierta justo detrás de la posición de los artilleros de proa y un puesto cerrado para operar la radio de la aeronave dentro del casco. El armamento consistía en un anillo Scarf que llevaba una única ametralladora Lewis instalada en el puesto de proa, con dos ametralladoras Lewis instaladas en el montaje dorsal.
La construcción de los prototipos comenzó en 1923, pero se vio retrasada por los trabajos en el más grande hidroavión Kingston de English Electric; el primer prototipo no se completó hasta principios de 1925, botándose el 10 de marzo del mismo año.  Carretear a bajas velocidades resultó difícil, ya que el Ayr tendía a balancearse de un ala a la otra, aunque a velocidades superiores a los 19 km/h, las alas se levantaban fuera del agua por las fuerzas hidrodinámicas, aunque resultaba difícil de mantener un rumbo recto. Cuando se intentó el despegue, el agua que salía del morro sumergía a las alas inferiores, tirando el avión hacia abajo e imposibilitando el despegue. Estos problemas no pudieron resolverse y el proyecto se detuvo, abandonándose la construcción del segundo prototipo a medio terminar. El casco del primer prototipo fue llevado al RAE Farnborough junto con el de uno de los Kingston, y finalmente fue abandonado en el Canal de Basingstoke, hundiéndose a principios de la década de 1950.

## Especificaciones
Referencia datos: British Flying Boats

### Características generales
- Tripulación: Cuatro (piloto, un observador y dos artilleros)
- Longitud: 12,4 m (40,7 ft)
- Envergadura: 14 m (46 ft)
- Altura: 4,2 m (13,7 ft)
- Superficie alar: 43,3 m² (466,1 ft²)
- Peso vacío: 1999 kg (4405,8 lb)
- Peso cargado: 3105 kg (6843,4 lb)
- Planta motriz: 1× motor lineal W12 refrigerado por agua Napier Lion IIB.
  - Potencia: 340 kW (469 HP; 462 CV)
- Hélices: De cuatro palas de paso fijo

### Rendimiento
- Velocidad máxima operativa (Vno): 204 km/h (127 MPH; 110 kt)
- Techo de vuelo: 4400 m (14 436 ft)

### Armamento
- Ametralladoras: 

  - 1x Lewis de 7,7 mm en el morro
  - 1x Lewis en la cabina trasera
- Bombas: Provisión en los equilibradores